# 埃里克·安克尔
埃里克·安克尔（挪威語：Erik Anker，1903年10月15日—1994年8月16日），挪威男子帆船运动员。他曾代表挪威参加1928年夏季奥林匹克运动会帆船比赛，获得一枚金牌。父亲约翰·安克尔同样是帆船选手。